# Seleção Romena de Ginástica Artística Feminina
A seleção romena de ginástica artística feminina  é o grupo composto pelas seis atletas principais mais a primeira ginasta suplente. São elas as representantes da nação durante os eventos internacionais.
As primeiras conquistas a nível olímpico atingidas pelas romenas foi durante os Jogos de Melbourne, em 1956, quando a equipe conquistou a medalha de bronze e uma outra terceira colocação individual, com Elena Leustean nos exercícios de solo. Quatro anos mais tarde, nova conquista de uma terceira colocação, também por equipes. Após os Jogos de Roma, em 1960, apenas dezesseis anos mais tarde a seleção tornou-se competitiva novamente ao atingir novos pódios.
Durante a década de 1960, a ginástica romena, decaída em qualidade competitiva, obteve apenas esporádicas conquistas. O primeiro ouro da ginástica romena só veio nas Olimpíadas de Montreal com Nadia Comaneci, na disputa do individual geral, na qual a ginasta ainda atingiu o primeiro dez da ginastica artística em Jogos Olímpicos. A primeira medalha de ouro por equipes só veio nas Olimpíadas de Sydney, posição repetida quatro anos mais tarde, em Atenas. A época, Catalina Ponor, trimedalhista olímpica de ouro, foi o destaque da nação.